# The Locust
I The Locust sono stati un gruppo musicale statunitense originario di San Diego (California), formatosi nel 1994. Il gruppo si è sciolto nel maggio 2022, dopo la morte del batterista Gabe Serbian.

## Formazione
Ultima
- Justin Pearson – basso, voce (1994-2022)
- Bobby Bray – chitarra, voce (1994-2022)
- Joey Karam – tastiera, voce (1997-2022)
- Gabe Serbian – chitarra (1998–2001), batteria (2001-2022)

Ex componenti
- Dylan Scharf – voce, chitarra (1994-1996)
- Dave Warshaw – tastiera, voce (1994–1996)
- Dave Astor – batteria (1994-2001)
- Jimmy LaValle – tastiera, voce (1996-1998)

## Discografia
Album in studio
- 1998 - The Locust
- 2003 - Plague Soundscapes
- 2007 - New Erections

Album dal vivo
- 2010  - The Peel Sessions

Raccolte
- 2012 - Molecular Genetics from the Gold Standard Labs

EP
- 1997 - The Locust
- 2001 - Flight of the Wounded Locust
- 2002 - Well I'll Be a Monkey's Uncle
- 2003 - Follow the Flock, Step in Shit
- 2005 - Safety Second, Body Last

Split
- 1995 - The Locust/Man Is the Bastard
- 1996 - The Locust/Jenny Piccolo
- 2000 - The Locust/Arab on Radar
- 2002 - The Locust/Melt-Banana